# Mia McKenna-Bruce
Mia McKenna-Bruce, född 3 juli 1997 i Bexley, är en brittisk skådespelare.
McKenna-Bruce har bland annat medverkat i TV-serierna The Witcher och Tracy Beaker kommer tillbaka. Hon har även medverkat i filmen How to Have Sex.

## Filmografi (i urval)
- 2010–2012 – Tracy Beaker kommer tillbaka (TV-serie)
- 2019 – The Witcher (TV-serie)
- 2023 – How to Have Sex